# Vrkoč (rybník)
Vrkoč je druhý největší rybník v soustavě Pohořelických rybníků a jeden z největších v České republice. Nachází se mezi obcí Ivaň a vesnicí Nová Ves jižně od Pohořelic, na katastru Nové Vsi. Rybník byl původně vybudován v 15. století v době velkého rozmachu rybářství a v 19. století zrušen. Obnoven byl po roce 1948. Vodní plocha má rozlohu 156 ha. Leží v nadmořské výšce 173 m.

## Vodní režim
Rybník je napájen je z Mlýnského náhonu Cvrčovice. Náhon odebírá vodu z řeky Jihlavy u jezu v obci Cvrčovice, protéká Pohořelicemi, Novou Vsí a vlévá se zpátky do řeky Jihlavy.